# 1991 en musique classique
| \| • Retour à la chronologie générale de la musique classique • \| |
| Grèce • Rome • Haut Moyen Âge • VIIIe siècle • IXe siècle • Xe siècle • XIe siècle XIIe siècle • XIIIe siècle • XIVe siècle • XVe siècle • XVIe siècle • XVIIe siècle XVIIIe siècle • XIXe siècle • XXe siècle • XXIe siècle |
| • Retour à la chronologie générale de la musique classique • |

| Années en musique classique : 1988 - 1989 - 1990 - 1991 - 1992 - 1993 - 1994    |
| Décennies en musique classique : 1960 - 1970 - 1980 - 1990 - 2000 - 2010 - 2020 |

## Événements

### Créations
- 19 mars : The Death of Klinghoffer de John Coolidge Adams, créé à La Monnaie de Bruxelles en Belgique par l'orchestre de l'Opéra de Lyon sous la direction de Kent Nagano.
- 2 mai : Inauguration du Théâtre de la Maestranza à Séville.
- 4 juillet : Silouans Song d'Arvo Pärt, créé à Rättvik en Suède.
- 5 septembre : Das Brandenburger Tor, opéra inédit de Giacomo Meyerbeer, créé à Berlin à l'occasion du bicentenaire de sa naissance.
- 18 octobre : Nuits blanches, mélodies de Claude Debussy créées à Paris, Radio France, par François Le Roux et Noël Lee.
- 11 novembre : Capricho de Michèle Reverdy, au Festival MUSICA DEL SIGLO XX de Bilbao.

### Autres
- 1er janvier : concert du nouvel an 1991 de l'orchestre philharmonique de Vienne au Musikverein, dirigé par Claudio Abbado.

#### Date indéterminée
- Fin de la publication de la Neue Mozart-Ausgabe (Nouvelle Édition Mozart ), éditée par Bärenreiter-Verlag (et commencée en 1955).
- Fondation de l'ensemble de musique baroque Les Boréades de Montréal.

## Prix
- Frank Braley (France) remporte le 1er prix de piano du Concours musical international Reine Élisabeth de Belgique.
- Heinz Holliger reçoit le Prix Ernst-von-Siemens.
- György Ligeti reçoit le Praemium Imperiale.
- Eric Ericson reçoit le Prix musical Léonie-Sonning.
- John Corigliano reçoit le Grawemeyer Award pour sa Symphonie no 1.

## Naissances

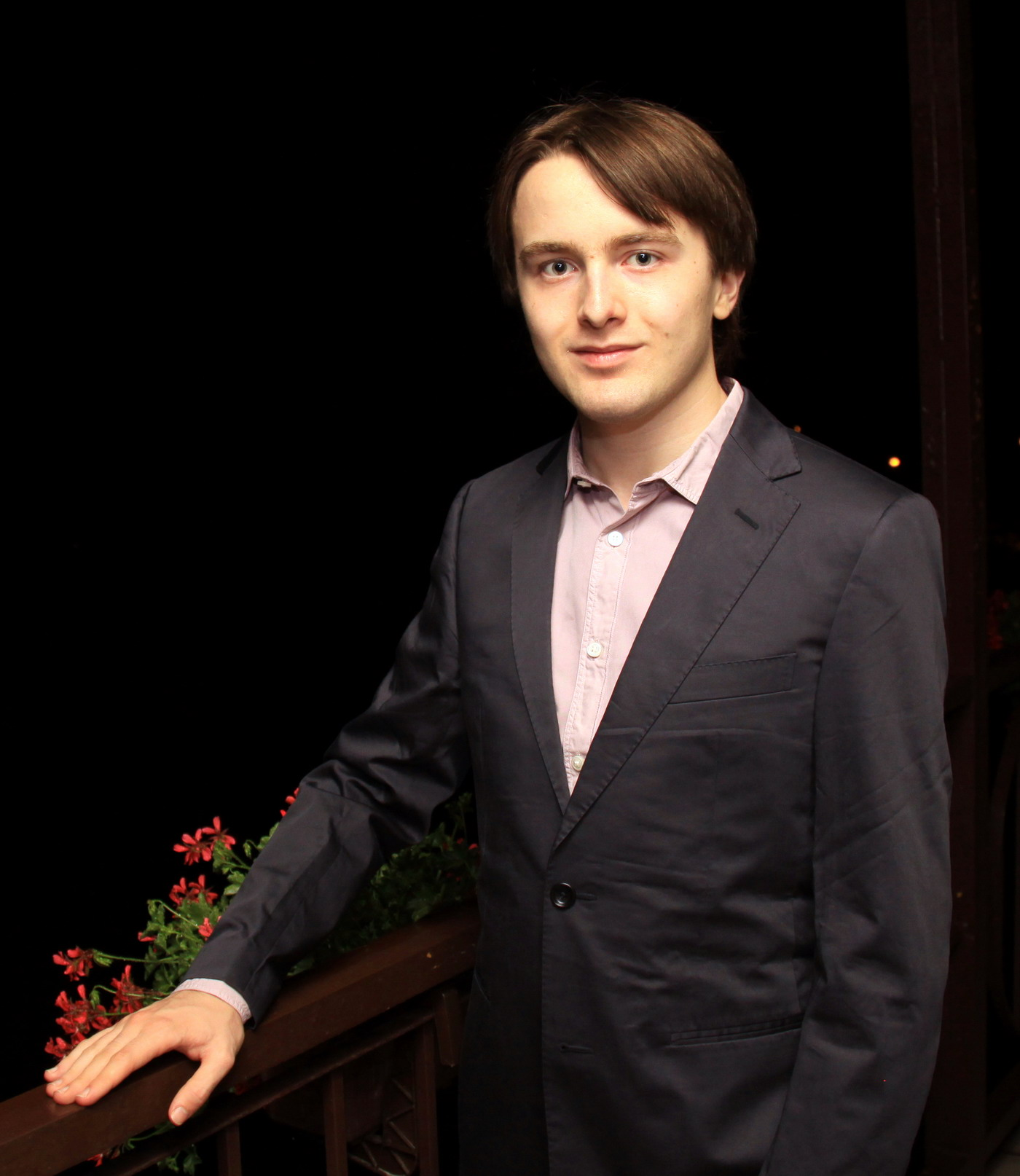
Daniil Trifonov.

- 5 mars : Daniil Trifonov, pianiste russe.
- 27 août : Giuseppe Guarrera, pianiste italien.
- 9 octobre : Guillaume Vincent, pianiste français.
- 13 décembre : Jay Greenberg, compositeur américain.

### Date indéterminée
- Evelyne Berezovsky, pianiste russe.
- Elsa Dreisig, soprano française.
- Chloé Dufresne, cheffe d'orchestre française.
- Aleksandra Šuklar, percussionniste slovène.

## Décès

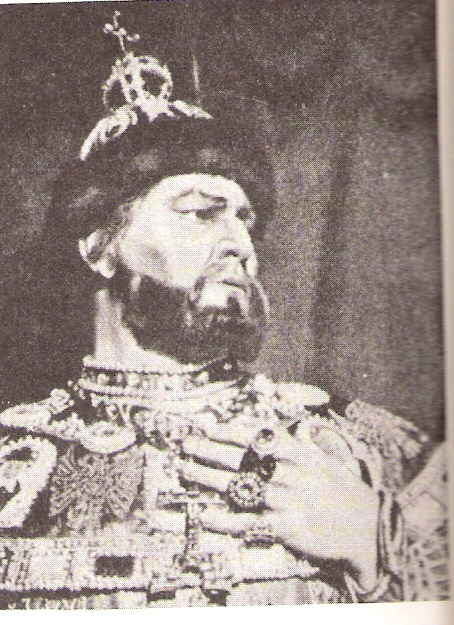
Nicola Rossi-Lemeni.

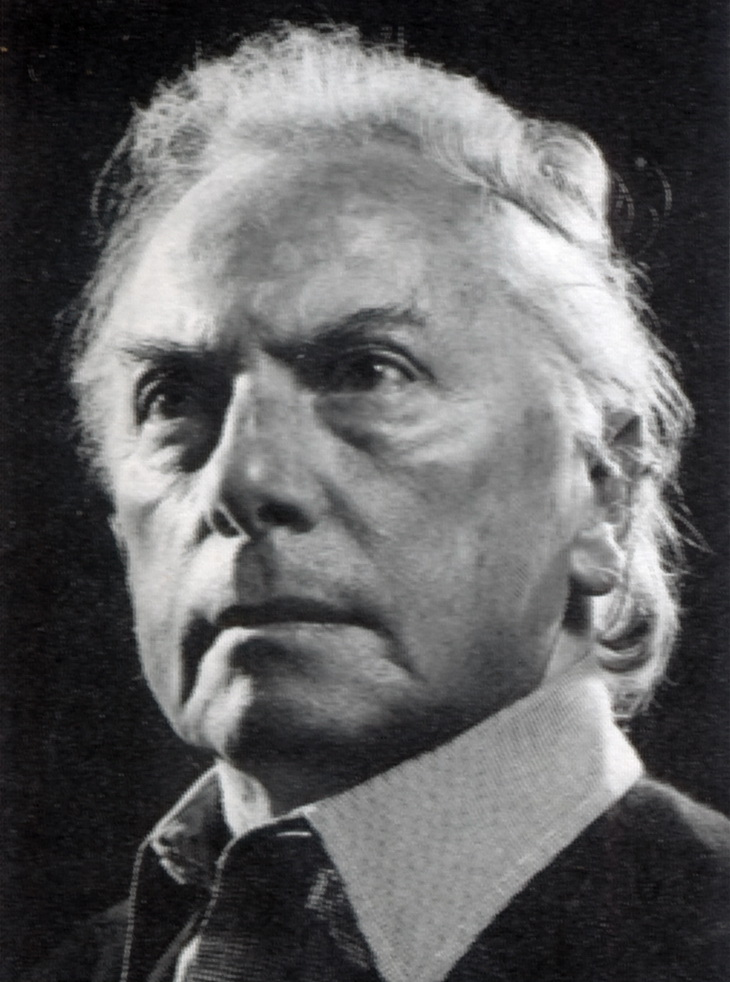
Andrzej Panufnik.

- 2 janvier : Antoine Chenaux, compositeur, organiste et ingénieur vaudois (° 5 mai 1899).
- 6 janvier : Ahmet Adnan Saygun, compositeur turc (° 7 septembre 1907).
- 20 février : Isabelle Delorme, pianiste, compositrice et professeur de musique canadienne (° 14 novembre 1900).
- 25 février : André Turp, ténor canadien (° 21 décembre 1925).
- 3 mars : Tomojirō Ikenouchi, compositeur japonais (° 21 octobre 1906).
- 7 mars : Josef Páleníček, pianiste et compositeur tchèque (° 19 juillet 1914).
- 10 mars : Elie Siegmeister, compositeur américain, professeur de musique et chef d'orchestre (° 15 janvier 1909).
- 11 mars : Marc Berthomieu, compositeur français (° 9 décembre 1906).
- 12 mars :
  - Michael Langdon, chanteur d'opéra britannique, basse (° 12 novembre 1920).
  - Nicola Rossi-Lemeni, basse italienne (° 6 novembre 1920).
- 18 mars : Dezider Kardoš, compositeur et pédagogue slovaque (° 23 décembre 1914).
- 25 mars : Eileen Joyce, pianiste australienne (° 1er janvier 1908).
- 27 mars : Alfredo Campoli, violoniste britannique (° 20 octobre 1906).
- 28 mars : Rouben Gregorian, compositeur et chef d'orchestre arménien (° 1915).
- 3 avril : Robert Veyron-Lacroix, claveciniste français (° 13 décembre 1922).
- 21 avril : Willi Boskovsky, violoniste et chef d'orchestre autrichien (° 16 juin 1909).
- 27 avril : Elinor Remick Warren, pianiste et compositrice américaine (° 23 février 1900).
- 8 mai :
  - Jean Langlais, organiste et compositeur français (° 15 février 1907).
  - Rudolf Serkin, pianiste autrichien, naturalisé américain (° 28 mars 1903).
- 21 mai : Julián Orbón, compositeur et critique musical hispano-cubain (° 7 août 1925).
- 23 mai : Wilhelm Kempff, pianiste et compositeur allemand (° 25 novembre 1895).
- 27 mai : Leopold Nowak, musicologue autrichien (° 17 août 1904).
- 31 mai : Bruno Lukk, pianiste et pédagogue estonien (° 30 juin 1909).
- 9 juin : Claudio Arrau, pianiste chilien († 6 février 1903).
- 17 juin : Pierre Jamet, harpiste français (° 21 avril 1893).
- 10 juillet : Lycia de Biase Bidart, pianiste et compositrice brésilienne (° 18 février 1910).
- 5 août : Gaston Litaize, organiste et compositeur français (° 11 août 1909).
- 6 août : Max Rostal, violoniste (° 7 août 1906).
- 11 août : Helmut Walcha, organiste et claveciniste allemand (° 27 octobre 1907).
- 13 août : Kazuo Yamada, chef d'orchestre et compositeur japonais (° 19 octobre 1912).
- 13 septembre : Robert Irving, chef d'orchestre britannique (° 28 août 1913).
- 17 septembre : Zino Francescatti, violoniste et pédagogue français (° 9 août 1902).
- 23 septembre : Gaston Maugras, hautboïste français (° 29 octobre 1934).
- 28 septembre : Eugène Bozza, chef d'orchestre et compositeur français  (° 4 avril 1905).
- 14 octobre : John Newmark, pianiste québécois (° 12 juin 1904).
- 16 octobre : Boris Papandopulo, chef d'orchestre et compositeur croate (° 25 février 1906).
- 27 octobre : Andrzej Panufnik, compositeur et chef d'orchestre polonais (° 24 septembre 1914).
- 31 octobre : Jean-Baptiste Mari, chef d'orchestre et tubiste français (° 20 janvier 1912).
- 2 novembre : Aimée van de Wiele, claveciniste belge (° 8 mars 1907).
- 6 novembre : André Vandernoot, chef d'orchestre belge (° 2 juin 1927).
- 7 novembre : Jean-Louis Gil, organiste français (° 5 août 1951).
- 8 novembre : John Kirkpatrick, pianiste américain (° 18 mars 1905).
- 10 novembre : Adolphe Sibert, chef d'orchestre et producteur radiophonique (° 27 juin 1899).
- 14 novembre : Bryden Thomson, chef d'orchestre écossais (° 16 juillet 1928).
- 13 décembre : Marcelle Bunlet, soprano française (° 4 octobre 1900).
- 18 décembre : Marie Goossens, harpiste britannique (° 11 août 1894).
- 22 décembre : 
  - Ernst Křenek, compositeur autrichien (° 23 août 1900).
  - Édouard Woolley, ténor, compositeur, directeur musical et professeur de musique canadien (° 31 mars 1916).
- 26 décembre : Gustav Neidlinger, baryton-basse allemand (° 21 mars 1910).

### Date indéterminée
- Akeo Watanabe, chef d'orchestre japonais (° 5 juin 1919).
- Marco Aurelio Yano, compositeur brésilien (° 1963).